# Neodiplotoxa
Neodiplotoxa är ett släkte av tvåvingar. Neodiplotoxa ingår i familjen fritflugor.
Kladogram enligt Catalogue of Life:
| Neodiplotoxa | \| \| Neodiplotoxa albiseta \| \| \| \| \| \| Neodiplotoxa mexicana \| \| \| \| \| \| Neodiplotoxa nigricans \| \| \| \| \| \| Neodiplotoxa pulchripes \| \| \| \| |
|              | \| \| Neodiplotoxa albiseta \| \| \| \| \| \| Neodiplotoxa mexicana \| \| \| \| \| \| Neodiplotoxa nigricans \| \| \| \| \| \| Neodiplotoxa pulchripes \| \| \| \| |
|              | Neodiplotoxa albiseta |
|              | |
|              | Neodiplotoxa mexicana |
|              | |
|              | Neodiplotoxa nigricans |
|              | |
|              | Neodiplotoxa pulchripes |
|              | |